# Cohors II Lingonum
Die Cohors II Lingonum [equitata] (deutsch 2. Kohorte der Lingonen [teilberitten]) war eine römische Auxiliareinheit. Sie ist durch Militärdiplome, Inschriften, Ziegelstempel, Bleisiegel und die Notitia dignitatum belegt. In der Notitia dignitatum wird sie als Cohors secunda Lingonum bezeichnet.

## Namensbestandteile
- Cohors: Die Kohorte war eine Infanterieeinheit der Auxiliartruppen in der römischen Armee.

- II: Die römische Zahl steht für die Ordnungszahl die zweite (lateinisch secunda). Daher wird der Name dieser Militäreinheit als Cohors secunda .. ausgesprochen.

- Lingonum: der Lingonen. Die Soldaten der Kohorte wurden bei Aufstellung der Einheit aus dem Volk der Lingonen auf dem Gebiet der römischen Provinz Gallia Belgica rekrutiert.

- equitata: teilberitten. Die Einheit war ein gemischter Verband aus Infanterie und Kavallerie. Der Zusatz kommt in einer Inschrift[1] vor.

Da es keine Hinweise auf den Namenszusatz milliaria (1000 Mann) gibt, war die Einheit eine Cohors quingenaria equitata. Die Sollstärke der Kohorte lag bei 600 Mann (480 Mann Infanterie und 120 Reiter), bestehend aus 6 Centurien Infanterie mit jeweils 80 Mann sowie 4 Turmae Kavallerie mit jeweils 30 Reitern.

## Geschichte
Die Kohorte war in der Provinz Britannia stationiert. Sie ist auf Militärdiplomen für die Jahre 98 bis 178 n. Chr. aufgeführt.
Der erste Nachweis der Einheit in Britannia beruht auf einem Diplom, das auf 98 datiert ist. In dem Diplom wird die Kohorte als Teil der Truppen (siehe Römische Streitkräfte in Britannia) aufgeführt, die in der Provinz stationiert waren. Weitere Diplome, die auf 122 bis 178 datiert sind, belegen die Einheit in derselben Provinz.
Letztmals erwähnt wird die Einheit in der Notitia dignitatum mit der Bezeichnung Cohors secunda Lingonum für den Standort Congavata. Sie war unter der Leitung eines Tribuns Teil der Truppen, die dem Oberkommando des Dux Britanniarum unterstanden.

## Standorte
Standorte der Kohorte in Britannia waren möglicherweise:
| - Congavata (Drumburgh): die Einheit wird in der Notitia dignitatum für diesen Standort aufgeführt. - Luguvalium (Carlisle): ein Bleisiegel mit dem Stempel der Einheit wurde hier gefunden. - Gabrosentum (Moresby): zwei Inschriften wurden hier gefunden. | - Verbeia (Ilkley): zwei Inschriften sowie Ziegel mit dem Stempel der Einheit wurden hier gefunden. - Verterae (Brough under Stainmore): zwei Bleisiegel mit dem Stempel der Einheit wurden hier gefunden. |

## Angehörige der Kohorte
Folgende Angehörige der Kohorte sind bekannt:

### Kommandeure
| - Caecilius Lucanus, ein Präfekt - Gaius Hedius Verus, ein Präfekt. Er wird auch auf dem Diplom von 127 als Kommandeur genannt. - Gaius Pompeius Saturninus, ein Präfekt | - C(aius) Pupius Severus, ein Präfekt (AE 2013, 1643). Er war auch Tribun der Cohors I Musulamiorum. - Clodius Fronto, ein Präfekt - Valerius Lupercus, ein Präfekt |

### Sonstige
- Itaxa,[7] ein Fußsoldat: das Diplom von 127 wurde für ihn ausgestellt.